# Inmigración francesa en Costa Rica
La inmigración francesa en Costa Rica fue una de las más importantes de entre todos los inmigrantes europeos que llegaron al país entre el siglo XIX y mediados del siglo XX. Aunque muy por debajo de las que son por lejos las tres principales corrientes de inmigración en esa época (italianos, españoles y afroantillanos), la inmigración francesa se ubicó cómoda en una segunda categoría junto a otras colectividades que también tenían una apreciable cantidad, como las de: alemanes, libaneses y polacos. Sin embargo la influencia de este grupo y su descendencia ha sido históricamente notable pues cuenta con un relevante peso social y cultural incluso hasta la actualidad.
La historia de la inmigración francesa, así como la de las relaciones entre Francia y Costa Rica se basan en una afinidad cultural de ideales y valores que dieron luz a estas dos Repúblicas. Este hilo conductor persiste hasta nuestros días.

## Historia

### SigloXIX

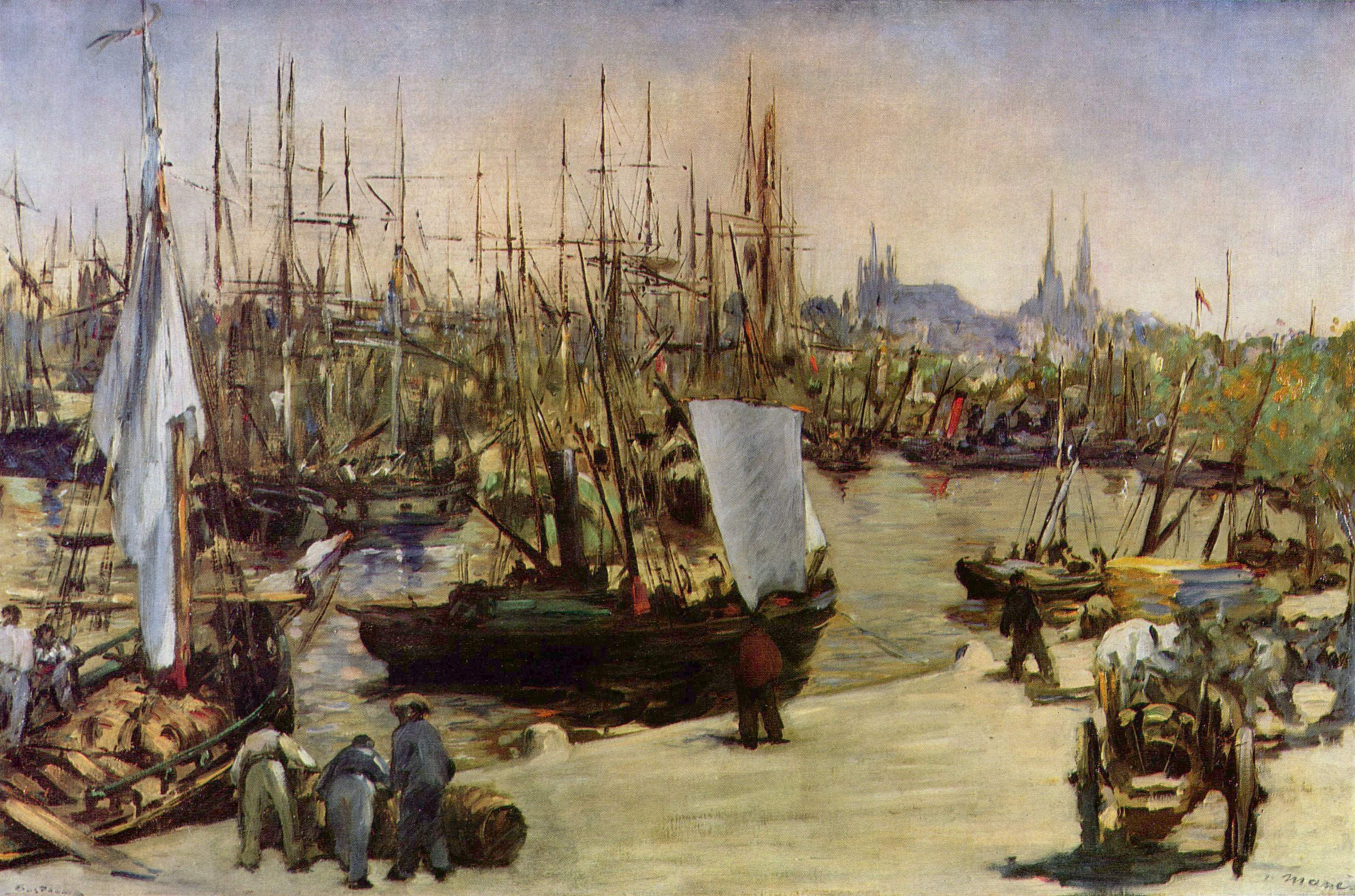
El puerto de Burdeos es históricamente, el mayor emisor de franceses hacia Costa Rica.

Mientras que las relaciones formales entre Costa Rica y Francia empezaron el 12 de marzo de 1848 con la firma del tratado Toledo-Baradère, el inmigrante francés del siglo XIX procedió mayoritariamente de las zonas de Burdeos y el Mediodía entrelazadas por las rutas comerciales que conectaban con dicho puerto. Este último tomó ventaja de sus habilidades técnicas y comerciales, así como del desarrollo marítimo y comercial en el Atlántico para buscar oportunidades en América. Nota aparte corresponde también a los descendientes de franceses en el Caribe o América Central que se radicaron en Costa Rica, cuya movilidad es conforme a la visión francesa de unidad geopolítica del área.
Según la página oficial de la Cancillería General de la República: 

El Tratado de amistad, de comercio y de navegación entre Francia y Costa Rica se firma el 12 de marzo de 1848, gracias a la iniciativa del primer presidente de Costa Rica, José María Castro Madriz, en el poder de 1847 a 1849. El inicio de las relaciones diplomáticas entre ambos países está representado por el Tratado Toledo-Baradère, Toledo es el nombre del enviado plenipotenciario de Costa Rica (Nazario Toledo) y Baradère el nombre del Cónsul francés en América Central (Jean-Marie Raymond Baradère). Francia ratificará el tratado un año más tarde, en 1849.

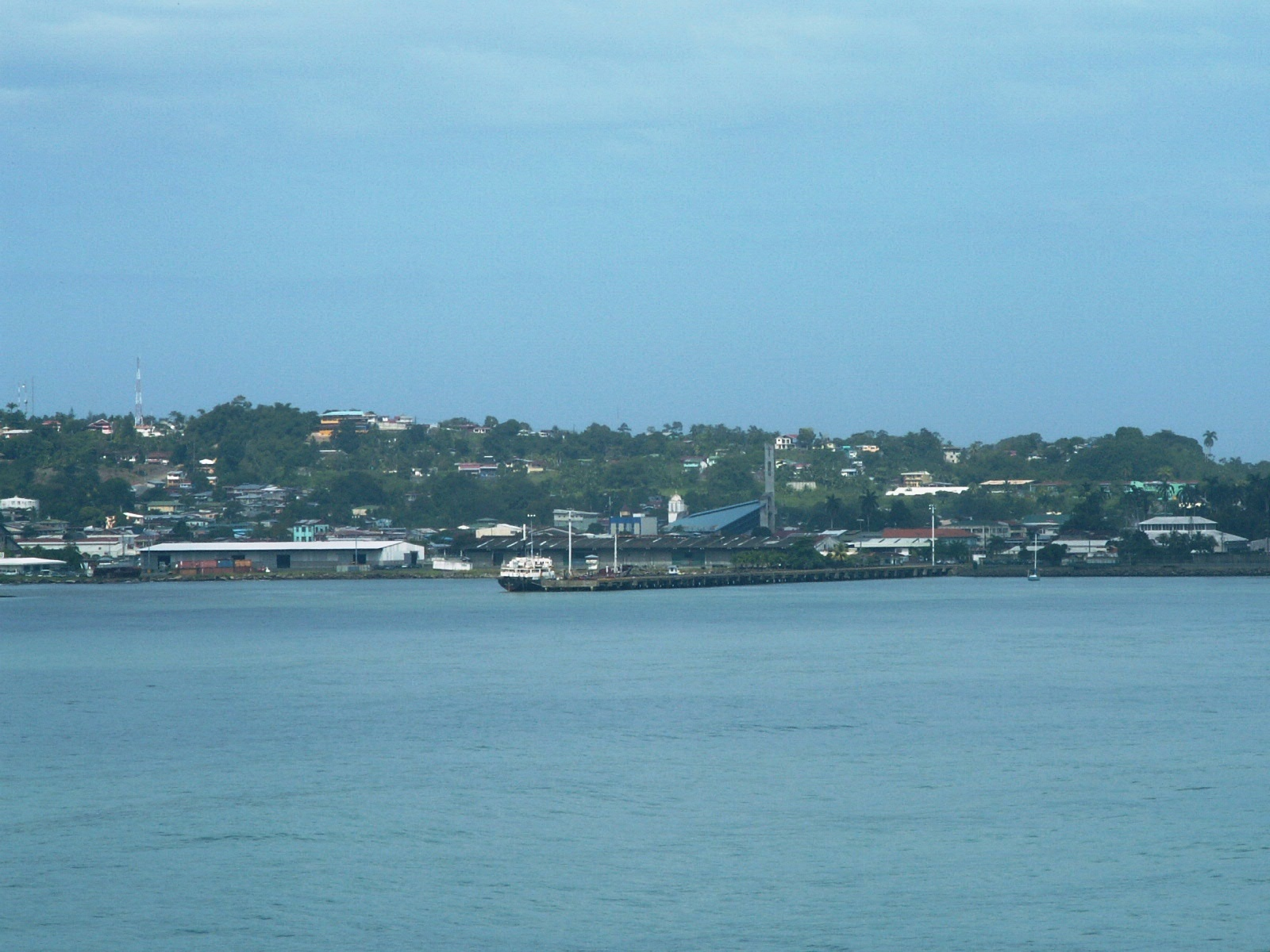
Puerto Limón fue uno de los puntos de entrada de los franceses al país.

Igualmente, en 1855 es fundada la Compañía General Transatlántica, asegurando la conexión entre Francia y América Central en la segunda mitad del siglo XIX a través de Burdeos y Limón para Costa Rica. El comerciante Hippolyte Tournón era el representante de esta empresa en Costa Rica, además de cónsules; él y su familia en Burdeos.
El contexto del siglo XIX fue propicio para la realización de proyectos comerciales innovadores en la región como el desarrollo del Canal de Panamá, así como la agroexportación, siendo el café uno de los principales ejes en Costa Rica de actividad comercial de los franceses al unirse a familias locales.

### SigloXX

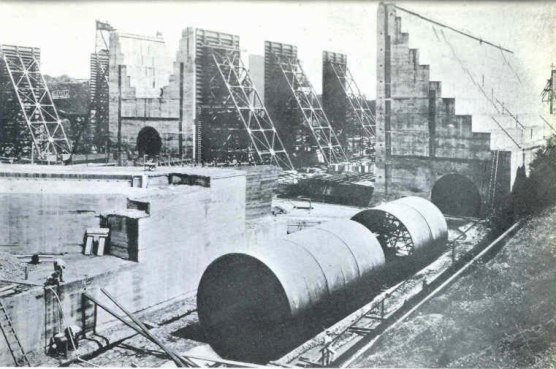
La construcción del Canal de Panamá, inicialmente por empresas francesas, fue una causa destacada para la entrada de numerosos inmigrantes a Costa Rica; no solo provenientes de Francia, sino del mundo entero.

Durante el siglo XX las condiciones migratorias francesas hacia Costa Rica se mantuvieron en un estado similar a las del siglo anterior siendo el país propicio para el establecimiento de proyectos comerciales y agrícolas, especialmente en las costas y el Valle Central.
Además, durante este periodo algunos inmigrantes franceses se establecen en territorio nacional buscando mejores condiciones económicas posteriores a la construcción francesa del Canal de Panamá, o debido al auge productivo experimentado en el país, que brindaba incontables oportunidades de negocio por la necesidad de mano de obra que requería la multinacional norteamericana United Fruit Company, pues iniciaba con éxito sus operaciones en ambos litorales costarricenses. Además, existían ciertos proyectos de colonización agrícola dirigida que organizaba el gobierno y otros franceses también atracarían en Costa Rica huyendo de los infortunios vividos en Europa a lo largo del siglo XX.

### SigloXXI

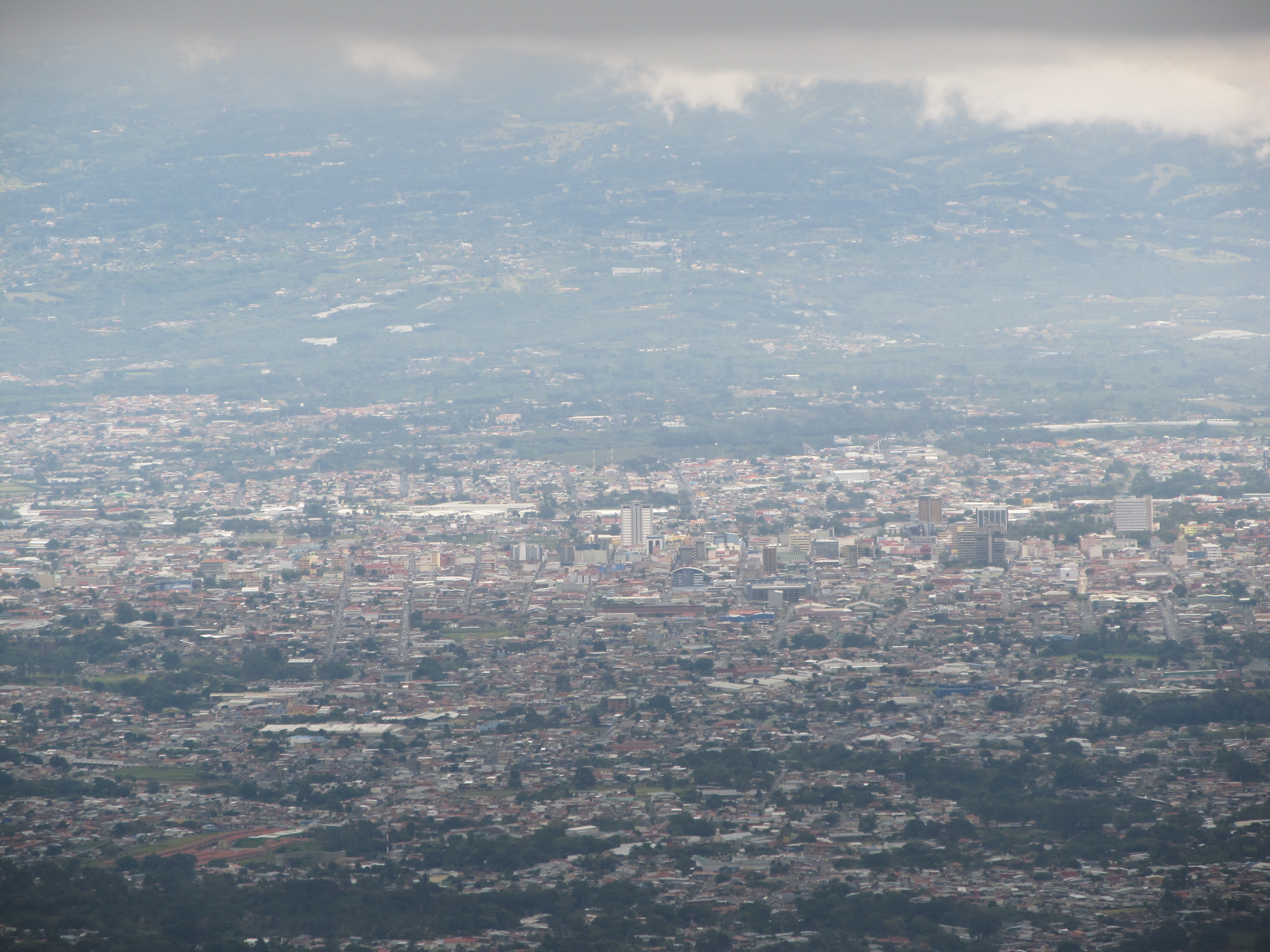
Hoy día, el Valle Central alberga la comunidad francesa más importante de América Central, especialmente en San José.

Según los datos de la Diplomacia Francesa, actualmente Costa Rica posee la mayor comunidad de franceses registrados de Centroamérica, con 2508 habitantes. Esto también posiciona a dicha colectividad como una de las principales aglomeraciones de origen europeo de toda la nación, tras los españoles, británicos e italianos y sobre los alemanes y polacos.
Los costarricenses de ascendencia francesa son en la actualidad menos visibles que otros grupos de orígenes y tamaño similar debido al alto grado de cohesión, adaptación y asimilación cultural. En el 2014, Costa Rica ingresó a la Organización Internacional de la Francofonía como país observador, siendo la única nación centroamericana que pertenece a la entidad y como muestra de la destacable importancia que tiene el pueblo francés en el país.
Hoy en día el núcleo de la comunidad sigue siendo la ciudad de San José, que además es el mayor centro de dicho grupo de toda América Central. Igualmente, esta urbe es de importancia destacada para la aglomeración franco-costarricense, pues en ella se hallan casi todas las asociaciones civiles con las que cuenta la colectividad en el país. Actualmente, los franceses de Costa Rica y sus descendientes han alcanzado niveles de máxima importancia y se encuentran distribuidos en todas las provincias y clases sociales de la nación.

## Institucionalismo
Costa Rica posee una amplia red formal de relaciones con Francia. Las relaciones bilaterales entre ambas naciones abarcan desde multitud de acuerdos de cooperación, hasta el ingreso costarricense en la Organización Internacional de la Francofonía.
Por otro lado, los franceses y sus descendientes cuentan con varias asociaciones, entre ellas la ADFE (Asociación Democrática de Franceses en el Extranjero) y la UFE (Unión de Franceses en el Extranjero), así como una Sociedad de Beneficencia fundada en el siglo XIX, siendo una de las más antiguas del país. Aparte de eso, también cuentan con la Embajada y Consulado francés en San José.
De igual manera, la colectividad logró establecer multitud de asociaciones culturales, destacando la Alianza Francesa como el principal ente instructivo galo del país. Actualmente, la Alianza tiene dos sedes en la provincia de San José: en Barrio Amón y otra en Escazú. Además, se establecieron el Instituto Francés de América Central y el Liceo Franco-Costarricense.  Existe igualmente una Librería Francesa, la cual es un establecimiento privado.
Finalmente, la industria y el comercio francés fueron organizados en la Cámara de Comercio e Industria Francia-Costa Rica (Chambre de Commerce et d'Industrie Française au Costa Rica, CCI), creada en 1997 y que asocia a casi todos los negocios franceses presentes en la nación.

## Puntos de referencia

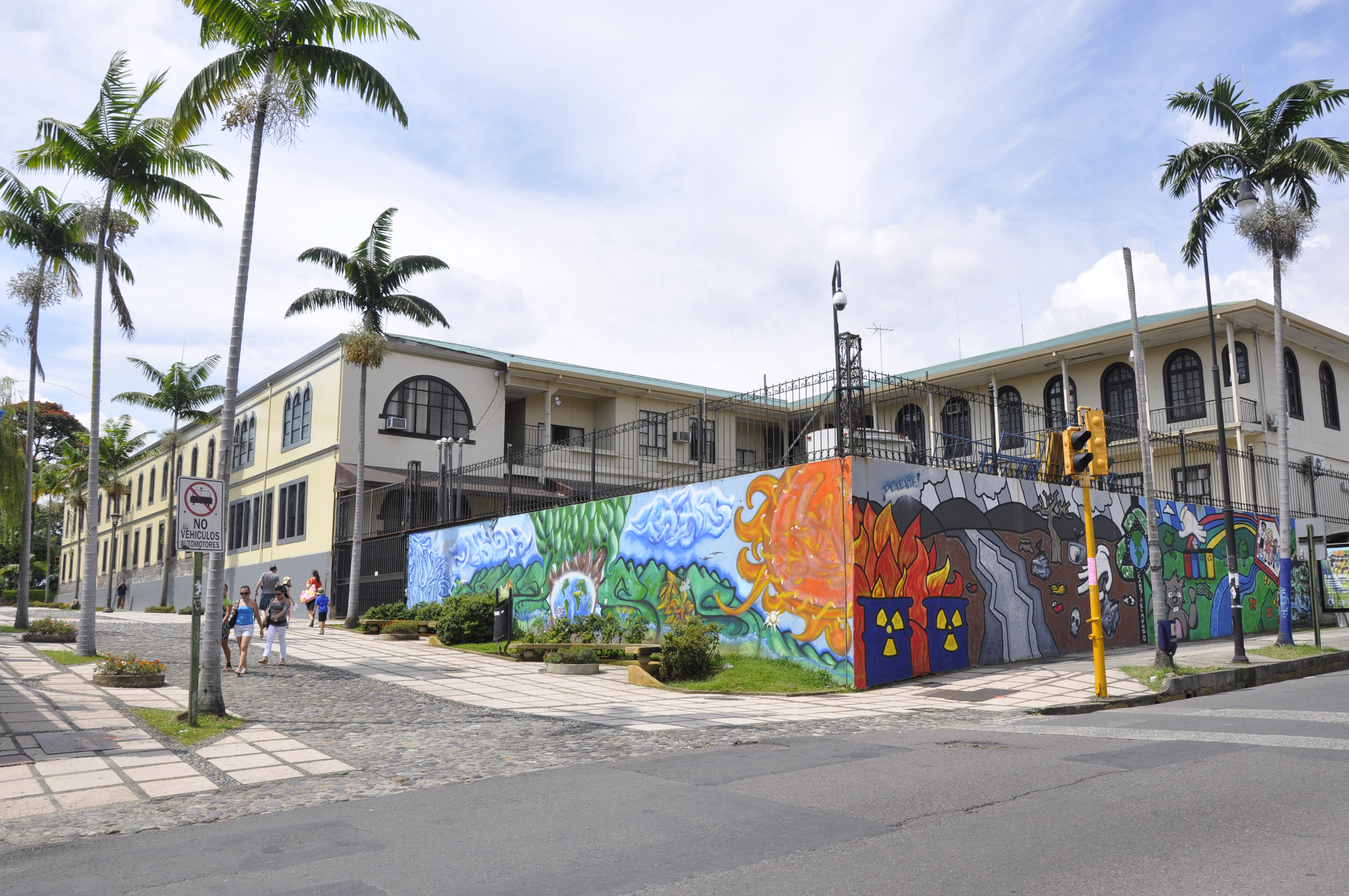
La Asamblea Legislativa ocupa el lugar del Antiguo Colegio de Nuestra Señora de Sion

### Antiguo Colegio de Nuestra Señora de Sion
La presencia de la Congregación de Nuestra Señora de Sion en Costa Rica fue la primera en América. Dicha comunidad fue fundada en Francia en 1843 por los hermanos Théodore y Alphonse Ratisbonne de origen alsaciano. En 1877, Emilia Solórzano Alfaro, satisfecha de la educación prodigada a sus dos hijas por la Congregación en París, gestiona la fundación de la primera casa de enseñanza para niñas en Costa Rica. El 20 de octubre de 1878 zarpan de Burdeos para Costa Rica 9 Hermanas francesas bajo tutela de la Madre Superiora Barthélémy Rich, las cuales llegan al puerto de Colón, atraviesan el istmo de Panamá, emprenden el viaje a Puntarenas y llegan a Alajuela en caballo el 6 de diciembre. En 1879 comienzan en Alajuela su misión con 94 alumnas, trasladándose luego a San José en 1881 hasta ocupar el emblemático edificio en 1887 ubicado a un costado del parque nacional, el cual alberga hoy la Asamblea Legislativa y que constituye parte del patrimonio nacional de los costarricenses. El actual colegio se ubica en la localidad de Moravia desde 1959.

### El Barrio Amón
El Barrio Amón es considerado como el primer barrio residencial de Costa Rica, ubicado en el norte de la capital del país. Se le conoce principalmente por su arquitectura de finales del siglo XIX y principios del siglo XX. Fue fundado por Monsieur Amón, empresario francés del café, del urbanismo y pionero en la producción eléctrica en Costa Rica en el Distrito del Carmen.

### Monumentos Públicos
Estos encargos hechos a artistas franceses representan elementos importantes de la cohesión nacional hasta nuestros días.

#### Monumento Nacional de Costa Rica

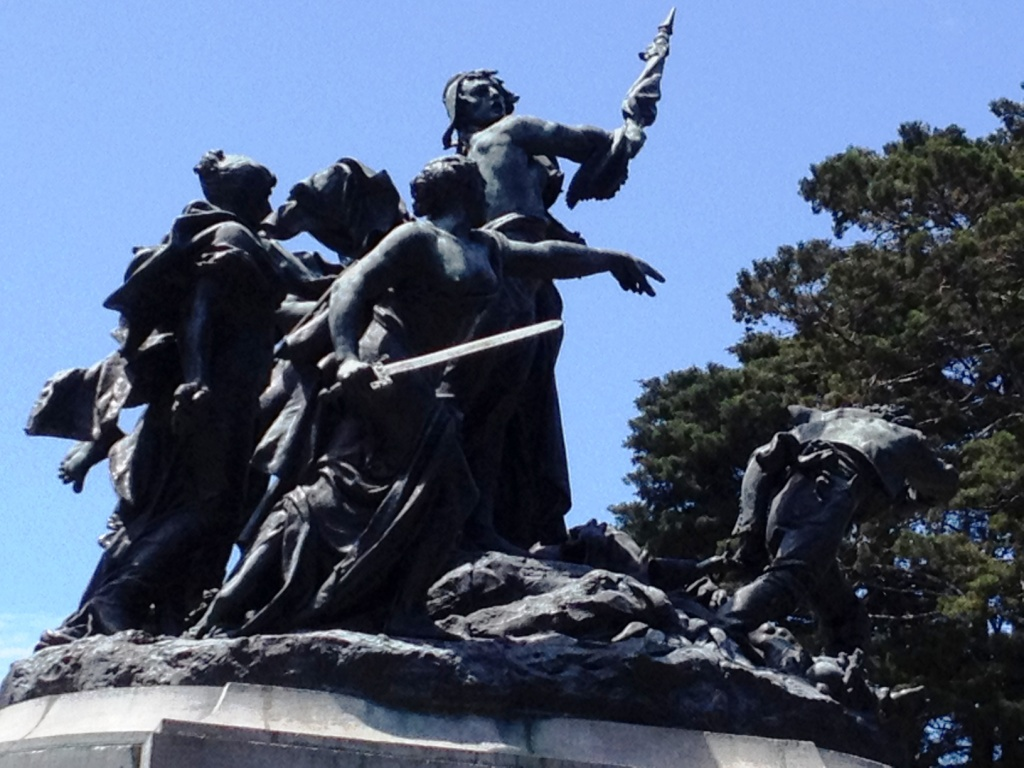
Monumento Nacional, ubicado en el parque nacional de la capital.

El Monumento Nacional de Costa Rica fue hecho en Francia en el siglo XIX, para conmemorar la defensa de la independencia y la soberanía de Costa Rica, encabezada por el entonces presidente Juan Rafael Mora Porras. Esta guerra es conocida como la Campaña Nacional de 1856-1857. En un artículo publicado en la Nación, Annie Lemistre Pujol explica la dinámica de la obra con una alegoría de Costa Rica irguiéndose en el centro y enarbolando el pabellón, portando el bonete frigio, símbolo de la libertad. Nicaragua con la espada rota y el rostro velado simboliza la ocupación. Guatemala empuña el hacha, El Salvador una espada y Honduras flechas con un escudo. Según la historiadora, "todas esas armas, indígenas y coloniales, simbolizan la historia unitaria de Centroamérica". William Walker se representa huyendo con el fusil.
Albert-Ernest Carrier-Belleuse, escultor del Monumento al General Belgrano fue el maestro de Auguste Rodin y también padre de Louis-Robert Carrier-Belleuse, escultor del Monumento Nacional de Costa Rica y del busto del Marqués de Peralta.

#### Monumento a Juan Santamaría

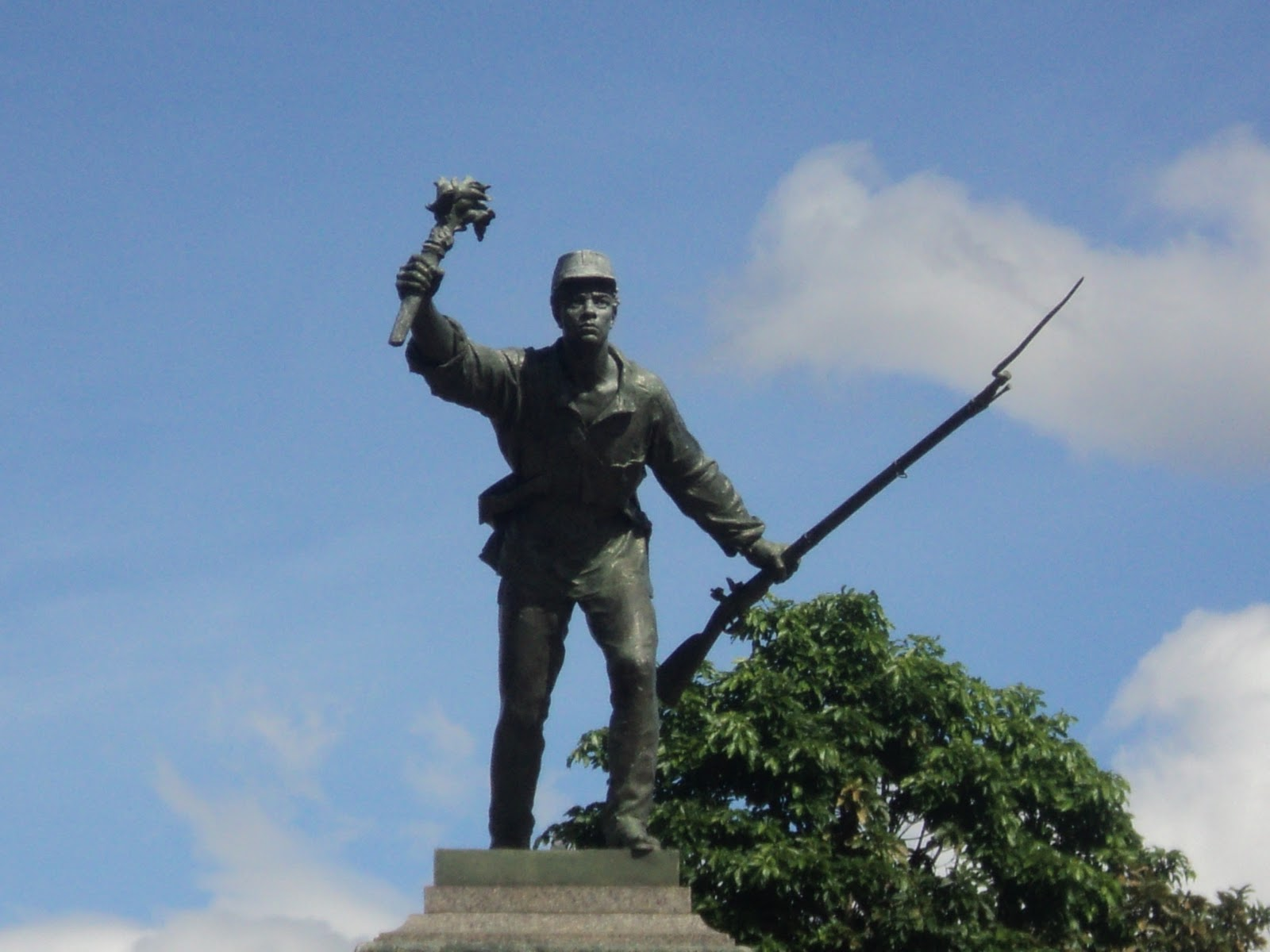
Monumento a Juan Santamaria.

Juan Santamaría es un héroe nacional de Costa Rica, pues durante la Campaña Nacional de 1856-1857 se le reconocen actos de entrañable valentía como la Quema del Mesón, que le costaron su vida pero sobre todo ayudaron al país a ganar dicho conflicto bélico. En este marco, el gobierno contrata al escultor francés Aristide Croisy para realizar el monumento de Juan Santamaría, el mismo Croisy representó a los soldados de la Defensa Nacional en el impresionante bronce del Ejército del Loira en 1885. En adelante este escultor se especializa en estatuas individuales de soldados, fundidas en los talleres parisinos de Durenne, donde es tallada la estatua al héroe costarricense. Junto al Monumento Nacional, se levantó por suscripción del pueblo uno de los primeros monumentos a un soldado en la historia contemporánea del mundo. El caso resulta excepcional, al no ser un personaje anónimo y erigirse como el Héroe Nacional de Costa Rica en Alajuela, su lugar de origen.

#### Monumento a Juan Mora Fernández

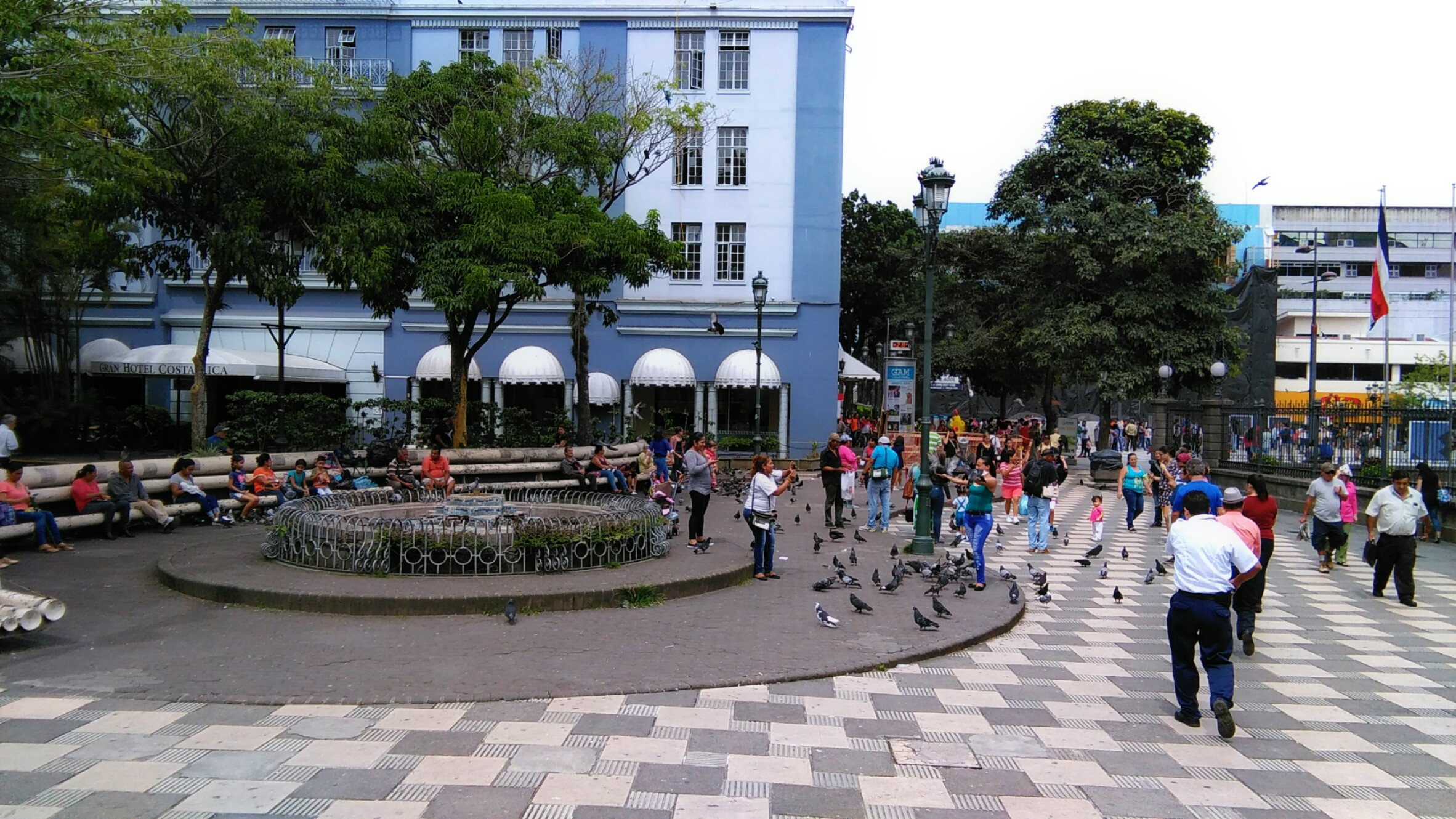
En esta plaza homónima se localiza la Estatua de Juan Mora Fernández.

La estatua de Juan Mora Fernández es un monumento honorífico hecho a principios del siglo XX, que se erige en recuerdo del maestro y político quien fuera primer Jefe de Estado de Costa Rica y primer gobernante que incentivó el cultivo de café en el país, lo cual cambió la economía, sociedad, cultura y política de la nación.
El bronce fue obra del escultor francés Charles Raoul Verlet, miembro de la Academia de Bellas Artes. La develación tuvo lugar el 15 de septiembre de 1921, durante el primer centenario de la Independencia de Costa Rica.
Actualmente el monumento se ubica en la plaza homónima en San José, al frente del Teatro Nacional y el Gran Hotel de Costa Rica, en uno de los espacios públicos de mayor importancia histórica y social para la capital y el país en general.

### Parque Francia y Plaza Costa Rica

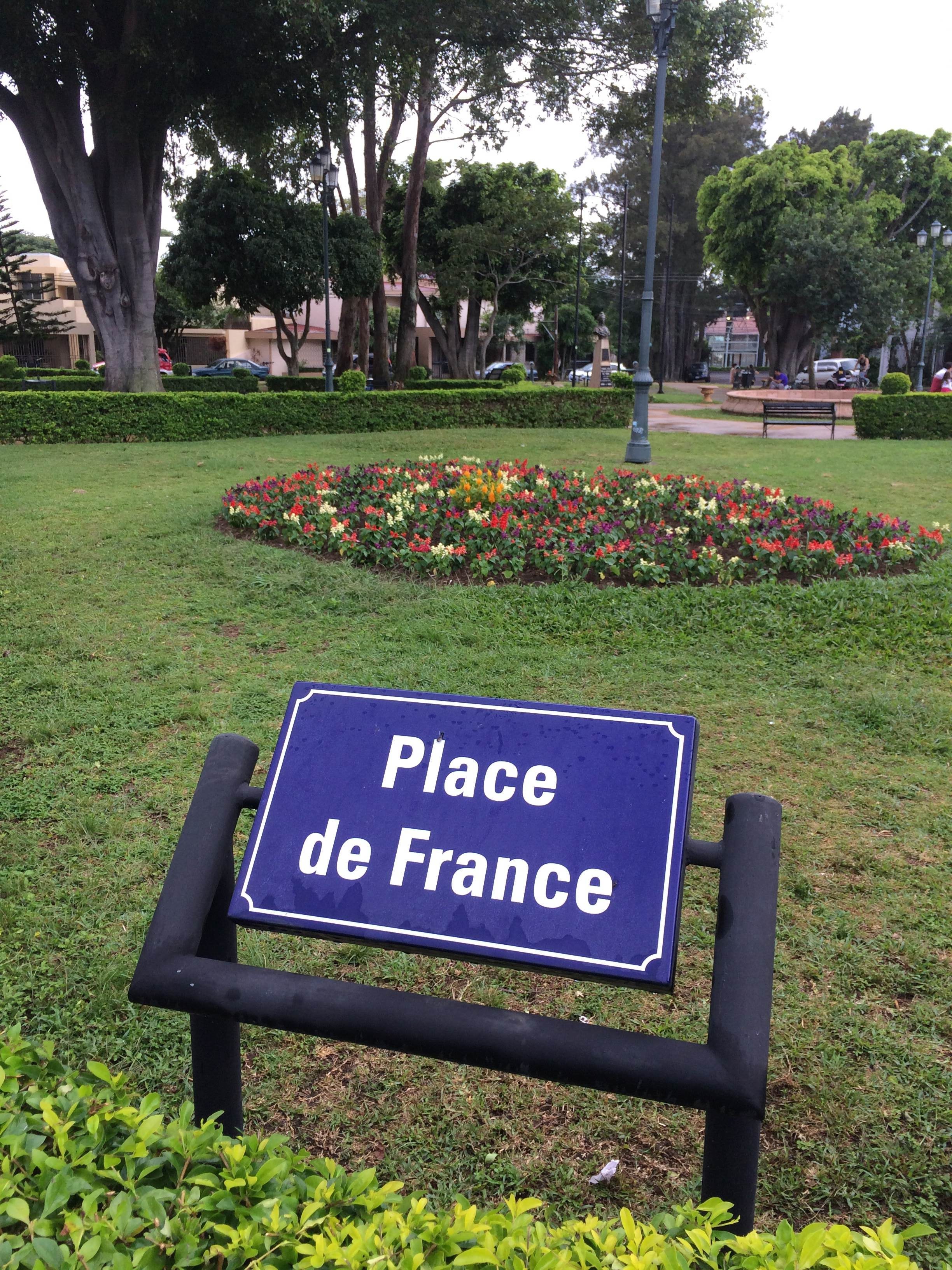
Plaza de Francia, San José.

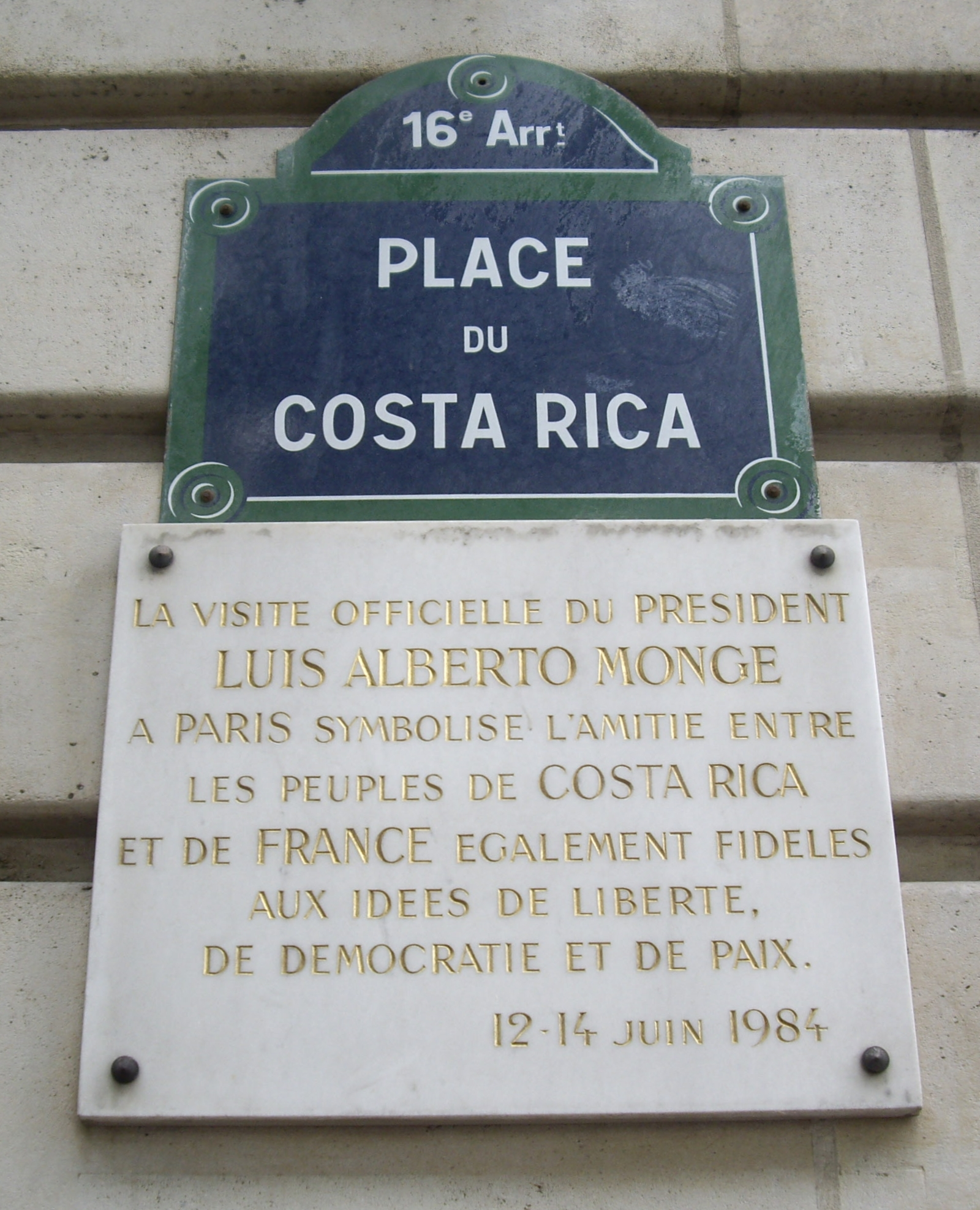
Placa en la Plaza Costa Rica de París.

El Parque Francia, Jardín de Francia o Plaza de Francia se ubica en Barrio Escalante,9°56′05″N 84°03′56″O / 9.934746, -84.065511 cerca del centro de cultura de la Antigua Aduana. Está dedicado al pueblo francés desde 1964, según reza la placa del monumento con el busto de Marianne en el cual cada 14 de julio las instancias oficiales hacen un homenaje.
Existe igualmente una Plaza creada en 1963 que lleva el nombre de Costa Rica en Francia, la cual se encuentra en el 16ème arrondissement de París. 48°51′31″N 2°17′05″E / 48.8585437, 2.2848424

### Salón Dorado
Ubicado en el actual edificio del Museo de Arte Costarricense, antiguo Aeropuerto El Coco, se encuentra el magnífico mural trabajado por Louis Féron con aportes del artista Juan Rafael Chacón y el científico Rafael Lucas Rodríguez Caballero. En dicha obra se representa en estuco pintado en color de bronce la evolución de la historia de Costa Rica cubriendo todas las paredes del salón.

### Busto de Louis Pasteur
Ubicado en los jardines de la Escuela de Microbiología de la sede Rodrigo Facio de la Universidad de Costa Rica, fue donado a Costa Rica en 1923 por el Gobierno Francés por mediación del Comité France-Amerique. Inicialmente expuesto al frente del Banco Central y luego en el Ministerio de Salud, fue finalmente trasladado a su lugar actual en 1943 a sugerencia del Consejo Estudiantil de la época.

## Francofonía
Costa Rica posee una de las más cuantiosas e importantes comunidades francófonas en toda América Central. A partir del 2014, las afinidades culturales con Francia le permitieron al país ingresar en la Organización Internacional de la Francofonía como miembro observador, junto con México, República Dominicana y Uruguay. El francés se mantiene como una lengua accesible mediante la educación pública, pues es impartido en multitud de escuelas y su enseñanza es obligatoria durante el último ciclo de la Educación General Básica. También se dispensa la instrucción de la lengua en la Alianza Francesa, el Liceo Franco-Costarricense e incontables institutos de idiomas.

### La Alianza Francesa

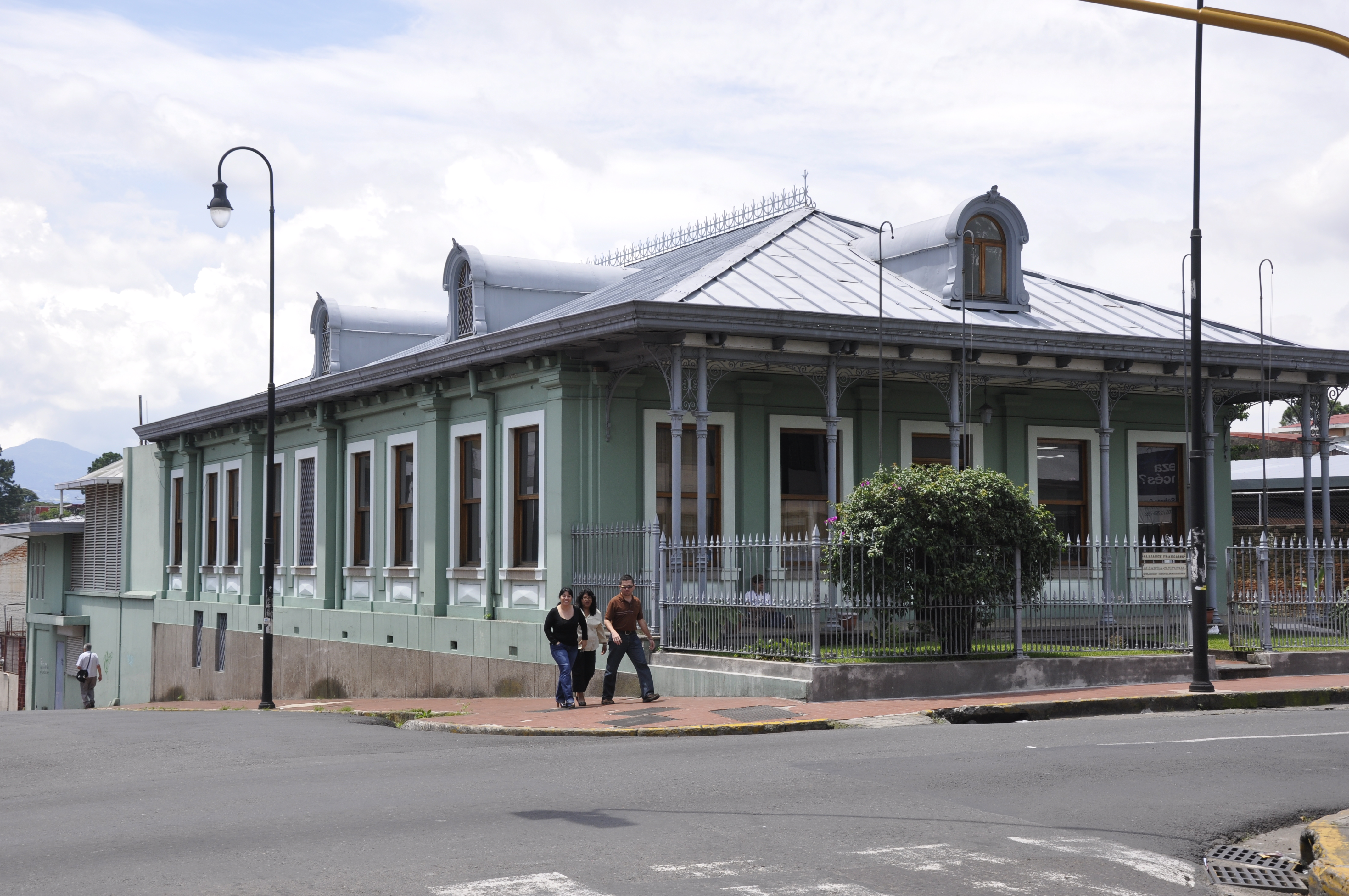
Alianza Francesa ubicada en el Barrio Amón

En Costa Rica, la asociación se creó en 1949 mediante el esfuerzo de varios costarricenses descendientes de franceses y francófilos destacados. Su actual sede se ubica en el Barrio Amón, cuyo emblemático edificio está adscrito al registro del patrimonio histórico costarricense.
La institución posee dos antenas al oeste de la capital desde el 2001 y es reconocida de interés público en Costa Rica desde 1984. Igualmente, la Alianza participa en la vida cultural apoyando la creación local e impulsando el intercambio entre los dos países.
Actualmente, la Alianza Francesa tiene una triple misión: la enseñanza del francés, la difusión de las culturas francófonas y la defensa de la diversidad cultural.

### Lycée Franco Costaricien
Establecimiento fundado en 1968, mediante acuerdo entre los dos países bajo el marco de la red AEFE. Originalmente ubicado en el Paseo Colón, en la “Casa de los Leones”. Se trasladó en 1976 al distrito de Granadilla, en el cantón de Curridabat, al este de San José.
En el 2015, se encuentra entre los 50 primeros establecimientos de excelencia académica del país, según la Revista empresarial EKA y su formación es convalidada por ambos países.

## Anécdotas

### Adolphe Marie y la Campaña de 1856

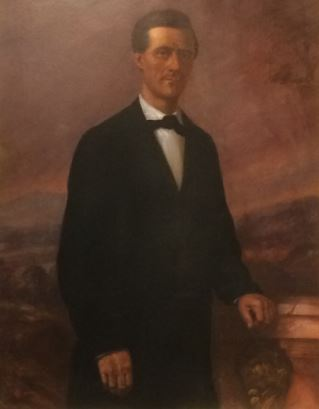
Retrato del comerciante J-J Bonnefil por Bigot

Adolphe Marie llegó a Costa Rica en 1848, destacando como consejero político. Fue nombrado Secretario de Relaciones Exteriores e Instrucción Pública en 1852 en el Gobierno de Juan Rafael Mora, así como su secretario personal. Murió durante la epidemia del cólera.

### Félix Belly y el Tratado Cañas-Jerez
La negociación del Tratado Cañas-Jerez entre Costa Rica y Nicaragua se vio alentada por Félix Belly, periodista francés destacado por Mora en el proceso y que favorecía el entendimiento entre partes para la construcción de un canal interoceánico.

### Entierro de Juan Rafael Mora Porras
Luko Hilje cuenta en un artículo de Tribuna Democrática que Juan Jacobo Bonnefil mantuvo los restos de Juan Rafael Mora Porras y del General José María Cañas después de su fusilamiento, los cuales iban a ser tirados al mar. Acompañado de sus yernos, envolvió los restos de ambos con la bandera francesa para protegerlos y darles sepultura.

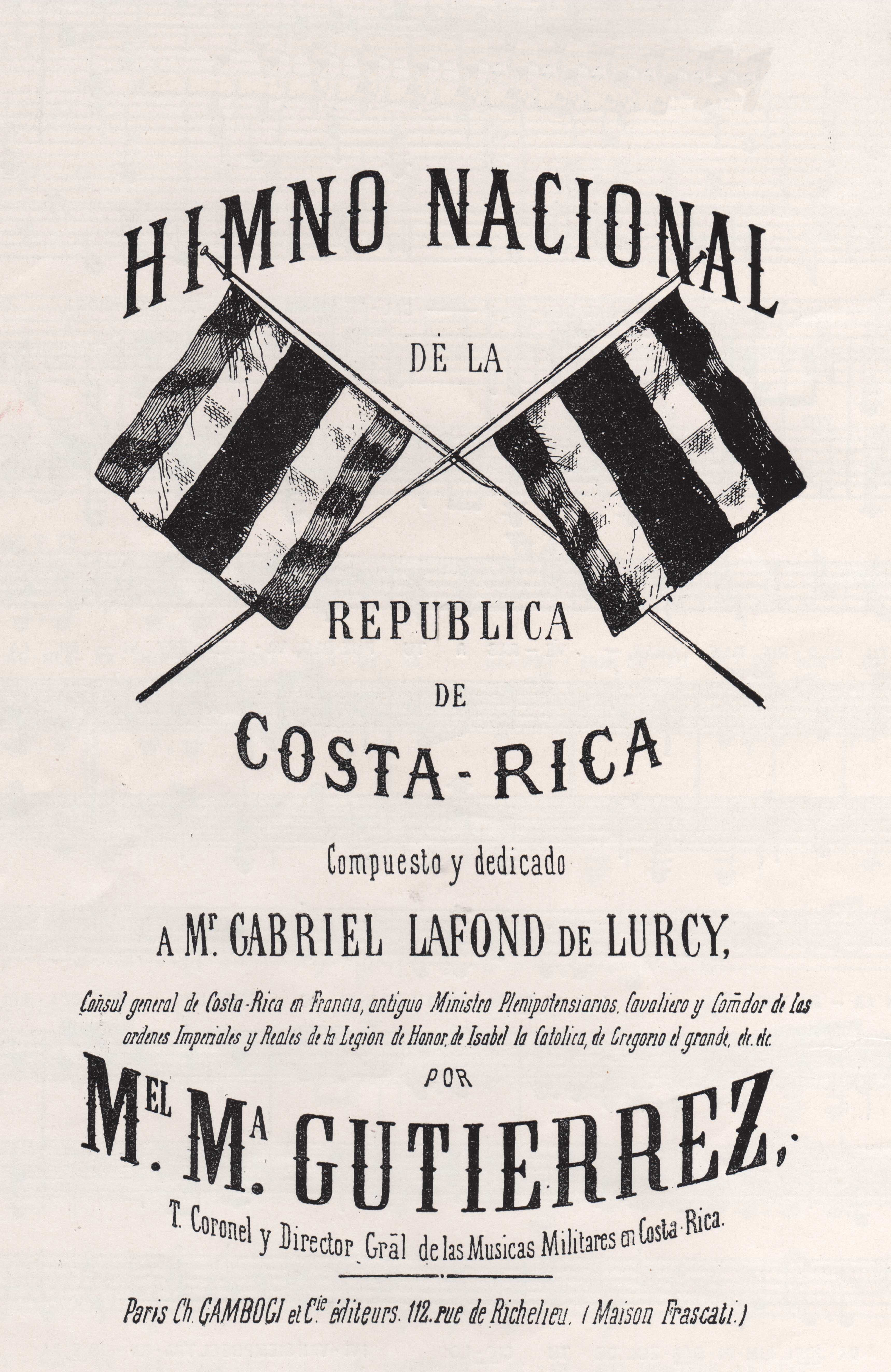

### Himno Nacional
El Himno Nacional de Costa Rica fue dedicado a Gabriel-Pierre Lafond según consta en la primera edición de su partitura, efectuada en París en 1864.

### Maternidad Carit
El Doctor Adolfo Carit Eva, quien ejerció su profesión durante muchos años en el país, donó una propiedad para que en ella se construyera un hospital.
En homenaje al Doctor Carit, se erigió un busto elaborado por el artista francés Louis Féron que se ubica en el Hospital de las Mujeres que lleva también su nombre, en Barrio Carit.

### El 11 de abril y la 1.ª Guerra Mundial
Según Annie Lemistre Pujol, historiadora y académica retirada del CNRS, a lo largo del gran siglo XIX que se extiende hasta el inicio de la Primera Guerra Mundial en 1914, Costa Rica y Francia comparten luchas en favor de la Democracia. Adquiere una mayor relevancia el Ciudadano al organizarse ambos países en Repúblicas. Al reinventar el Pacto Social, se rescata a Juana de Arco en Francia y a Juan Santamaría en Costa Rica. En 1915, un año antes del 60 aniversario de la Campaña Nacional, bajo el gobierno de Alfredo González Flores, los diputados de Alajuela toman la iniciativa de institucionalizar el 11 de abril como día feriado relacionándolo con el protagonismo del soldado Juan Santamaría porque, según sus propias palabras: “de aquella Campaña, el hecho culminante, el que resume todo su heroísmo y compendia todos sus esfuerzos es el de la Batalla de Rivas, donde inmortalizó su nombre con su hazaña legendaria el oscuro soldado de Alajuela Juan Santamaría”. Al surgir la Primera Guerra Mundial, esta trajo consigo la muerte masiva de soldados. Esta guerra industrial impactó a las personas dando lugar a debates en ambos lados del Atlántico. Al final los soldados desplazan a los jefes, tanto en los monumentos como en el establecimiento de días cívicos. En Francia será el 11 de noviembre el feriado patriótico en torno a los soldados caídos. En esas circunstancias tiene lugar el Decreto de 1915 instituyendo el 11 de abril como día feriado. Desde 1921 se le rinde homenaje al Soldado Desconocido en Francia bajo El Arco del Triunfo con la llama de fuego siempre renovada. En 1956, en Costa Rica Gonzalo Facio, entonces presidente del Congreso, habla de Juan Santamaría como “nuestro Soldado Desconocido”. Al igual que los soldados desconocidos de la 1.ª Guerra Mundial no se han podido identificar los restos mortales de Juan Santamaría. Además los humildes suelen transmitir más vivencias testimoniales orales que archivos. El Héroe por definición es un hombre-acontecimiento y el joven Juan murió como tea humana en la llamarada de una antorcha empapada de aguarrás, iluminando a sus compañeros hasta permanecer para siempre en su memoria.

### Inicios de la aviación en Costa Rica y 1.ª Guerra Mundial
En 1914, Tobías Bolaños Palma se traslada a París y con la ayuda de la Embajada de Costa Rica en Francia logra certificarse como mecánico. Al estallar la guerra, Tobías se enrola en el ejército francés donde se entrena en aviones de guerra. En 1915, Tobías es herido en un brazo por una bala que penetra su avión. Ingresa a la escuela de aviación militar en Pau en el sur de Francia. En ese mismo año sufre un accidente en un avión de prueba, por el cual se le amputa su pierna derecha. Fue contratado en la escuela de aviación, donde continuó piloteando y fue condecorado por el gobierno francés.

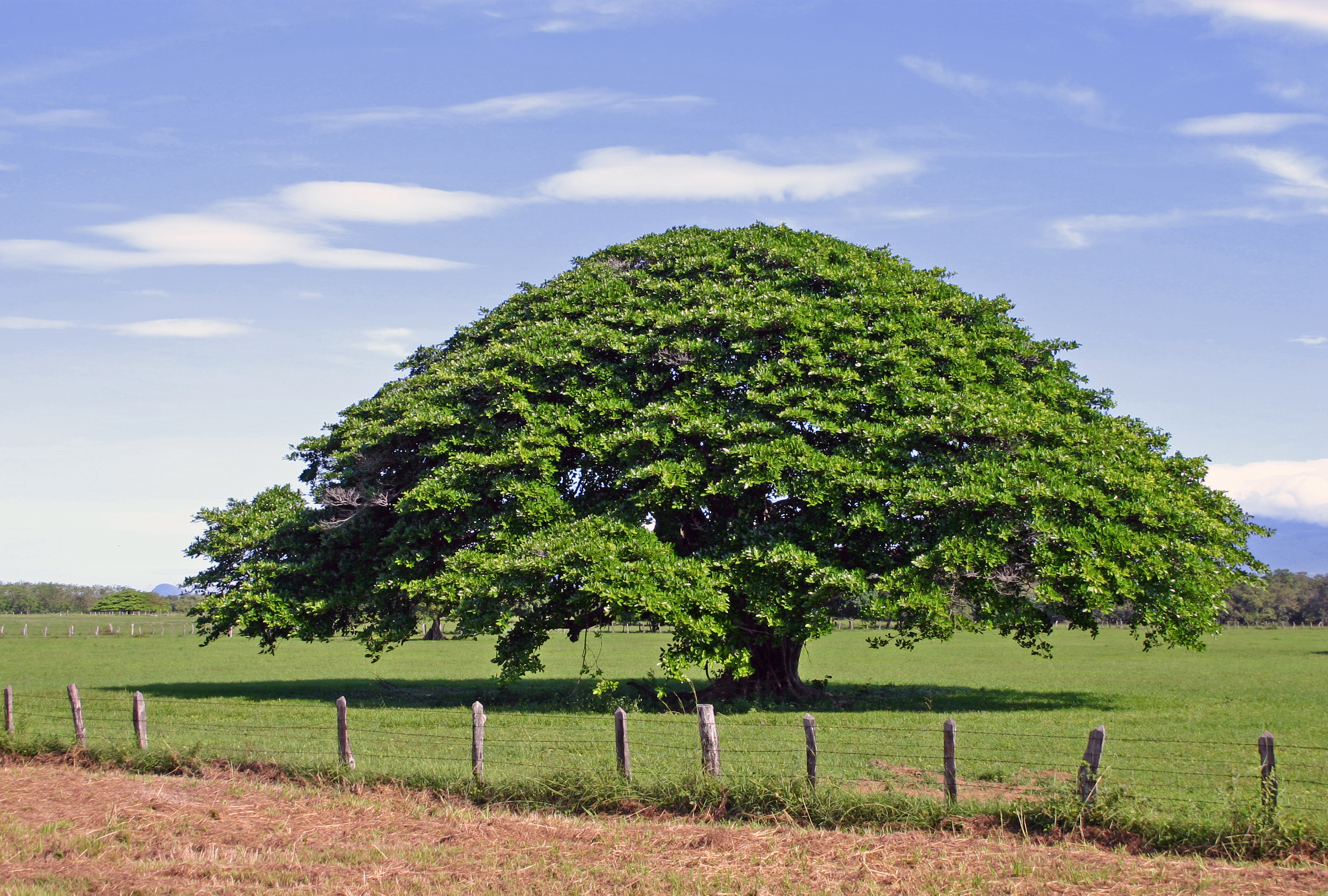
Árbol nacional de Costa Rica

### La colonia anarquista
Mastatal fue una colonia anarquista fundada por Charles Simoneau, más conocido como Pedro Prat la cual publicaría un periódico anarquista escrito en francés llamado Le Semeur, a cargo de Michel (Miguel) Palomares.

### Árbol Nacional
El "Guanacaste" fue designado Árbol Nacional el 31 de agosto de 1959 con base en la propuesta de José María Pinaud como un reconocimiento a la Anexión del Partido de Nicoya.